# Áo lụa Hà Đông (bài hát)
"Áo lụa Hà Đông" là bài hát được sáng tác bởi nhạc sĩ Ngô Thụy Miên vào năm 1971, phổ nhạc từ bài thơ cùng tên của cố thi sĩ Nguyên Sa.

## Hoàn cảnh sáng tác
Vào năm 1930, xứ Bắc kỳ tổ chức cuộc thi hoa hậu ở Hà Nội, cho bất cứ ai, làm nghề gì, không kể tuổi tác... miễn là khi đi thi phải mặc áo lụa Hà Đông. Cuối cùng, người đăng quang trong cuộc thi là người đẹp Lý Lệ Hà. Cô xuất thân từ một gia đình nông dân nghèo ở Thái Bình, vì mưu sinh phải trôi nổi lên Hà Nội kiếm sống và làm nghề hát cho các quán rượu.
Sau khi thay đổi cuộc đời, cô trở nên nổi tiếng và là niềm ước mơ của bao công tử nhà giàu trong cả nước. Tuy nhiên chẳng ai có thể với tới được người đẹp "chân lấm, tay bùn" này và chỉ một thời gian sau Lý Lệ Hà trở thành người tình của quốc vương Bảo Đại.
Có lẽ cũng như bao chàng trai si mê sắc đẹp khác, dù đã trải qua hơn 20 năm sau, nhà thơ Nguyên Sa vẫn mơ tưởng đến nụ cười, ánh mắt khuynh đảo của hoa hậu đầu tiên và buộc ông phải viết bài thơ ca ngợi người đẹp mặc áo lụa ấy. Đến năm 1969, khi nghe câu chuyện về hoa hậu "thuần nông" phút chốc trở thành người yêu của ông vua cuối cùng Việt Nam, Ngô Thụy Miên đã viết nên ca khúc nổi tiếng "Áo Lụa Hà Đông" khi mới 21 tuổi, được phổ lời từ bài thơ của Nguyên Sa như để ngưỡng mộ những cô gái tựa như đóa sen vươn lên từ đầm lầy.
Cũng nhờ bài hát này, rất nhiều người đã biết tới làng lụa Vạn Phúc, nơi xuất phát của lụa Hà Đông nổi tiếng.

## Lưu hành
Bài hát cũng được nhiều ca sĩ nổi tiếng trình diễn thành công, nằm trong danh sách những bài hát được cho là thành công nhất của Thái Thanh, Tuấn Ngọc, Duy Trác...
Sau năm 1975, bài hát cũng được trình diễn trong chương trình Duyên dáng Việt Nam. Bài hát này và bài "Niệm khúc cuối" là một trong hai bài hát của Ngô Thụy Miên được cấp phép tại Việt Nam.

## Đánh giá
- Báo Tuổi trẻ: Những giai điệu ngọt ngào của bài Áo lụa Hà Đông của nhạc sĩ Ngô Thụy Miên (thơ Nguyên Sa) ra đời cách đây đã gần bốn mươi năm. Vậy mà mỗi khi thoáng thấy bóng dáng chiếc áo lụa trên đường phố Sài Gòn, nhiều người lại nghĩ ngay đến những ca từ thiết tha của bài hát ấy: Nắng Sài Gòn anh đi mà chợt mát, bởi vì em mặc áo lụa Hà Đông...[6]
- Báo Công an Đà Nẵng: Nếu như Từ Công Phụng và Du Tử Lê được coi là một sự hòa quyện giữa thơ và nhạc, Phạm Duy và Phạm Thiên Thư là tri kỷ thì Ngô Thụy Miên và Nguyên Sa là cuộc gặp gỡ đầy thú vị của hai tâm hồn lãng mạn, dậy lửa yêu đương. Cuối năm 1969, sau bốn năm hai ca khúc đầu tay, Ngô Thụy Miên đã đến với những dòng thơ của Nguyên Sa. Ông nói, tôi đến không từ một sự lựa chọn vì tôi đã nhìn thấy mình trong thơ Nguyên Sa, tôi đã nghe được những rung động thầm kín nhất của tuổi trẻ mình được ông tạo nên bằng những lời thơ ngọt ngào, tình tứ và tươi mát. Cũng giống như bao anh em thanh niên, sinh viên học sinh của thập niên 60, Ngô Thụy Miên yêu và thuộc không ít thơ của Nguyên Sa. Nhắc đến "Áo lụa Hà Đông", không ai không biết. Bới thế, khi gieo nhạc bài thơ này, Ngô Thụy Miên đã biến nó trở thành một giai điệu bất hủ, sống mãi cùng thời gian...[7][8]